# Kirgizië op de Olympische Winterspelen 2014
Kirgizië was een van de landen die deelnam aan de Olympische Winterspelen 2014 in Sotsji, Rusland.
Bij de zesde deelname van Kirgizië was de alpineskiër Evgeniy Timofeev de enige deelnemer. Hij was de zevende vertegenwoordiger van zijn vaderland op de Winterspelen en de vijfde mannelijke olympiër. De vlaggendrager bij de opening was Dmitry Trelevski, hij was in 2010 deelnemer bij het olympisch alpineskiën.

## Deelnemers en resultaten
(m) = mannen, (v) = vrouwen 

### Alpineskiën
| Olympiër         | Onderdeel        | Resultaat | Prestatie                                                  |
| ---------------- | ---------------- | --------- | ---------------------------------------------------------- |
| Evgeniy Timofeev | reuzenslalom (m) | 61e       | 3.11,72 (+26,43) run 1: 1.34,65 (68e) run 2: 1.37,07 (63e) |
| Evgeniy Timofeev | slalom (m)       | 41e       | 2.15,43 (+33,59) run 1: 1.02,47 (73e) run 2: 1.12,96 (41e) |